# Scomberomorus munroi
Scomberomorus munroi är en fiskart som beskrevs av Collette och Russo, 1980. Scomberomorus munroi ingår i släktet Scomberomorus och familjen makrillfiskar. IUCN kategoriserar arten globalt som nära hotad. Inga underarter finns listade i Catalogue of Life.